# Bremen-Verden
Bremen-Verden was een regio binnen het Duitse Rijk en sinds 1648 een overzeese bezitting van het koninkrijk Zweden, die in 1719 opging in het Keurvorstendom Hannover dat deel uitmaakte van de Britse Kroon. Het gebied wordt ook wel Elbe-Wezer-regio genoemd en gerekend tot het historische Landschap Bremen-Verden.
In artikel X, paragraaf 7 van de Vrede van Osnabrück in 1648 werd vastgelegd dat het voormalige prinsaartsbisdom Bremen en het voormalige prinsbisdom Verden als hertogdom Bremen en vorstendom Verden (oftewel de hertogdommen Bremen-Verden) aan de koning van Zweden werden afgestaan. De rechten van het aartsbisdom op 14 dorpen in de ambten Trittau en Reinbek werden afgestaan aan het hertogdom Holstein-Gottorp. De hoofdstad was Stade.
In 1712 werd het gebied door Denemarken veroverd waarna Denemarken in 1715 het hertogdom aan het keurvorstendom Hannover verkocht. In 1719/20 deed Zweden afstand van zijn aanspraken op het hertogdom. In 1803 werd Hannover en dus ook het Bremen-Verden bezet door Frankrijk, waarna het op 14 februari 1810 bij het koninkrijk Westfalen werd gevoegd. Op 10 december 1810 werd het bij het keizerrijk Frankrijk ingelijfd. Het Congres van Wenen herstelde in 1815 de oude situatie, zodat het hertogdom voortaan weer tot het koninkrijk Hannover behoorde. 

## Gouverneurs-generaal
- Hans Christoff von Königsmarck            (1645 - 1663)
- Gustav Evertsson friherre Horn                (1663 - 1666)
- Henrik Henriksson friherre Horn               (1668 - 1693)
- Erik Jöhnson greve Dahlberg                   (1693 - 1696)
- Jürgen greve Mellin                           (1696 - 1698)
- Nils Carlsson greve Gyllenstierna af Fogelvik (1698 - 1710)
- Mauritz greve Vellingk                        (1710 - 1712)
- Deense bezetting                          (1712 - 1715)

- Gemeinsame Normdatei: 4062684-2
- Virtual International Authority File: 240800896
- WorldCat: E39PBJqFQFrvYJ3bCRfXvgx7HC